# 레기나 베버
레기나 베버(독일어: Regina Weber, 1963년 4월 12일~)는 독일의 리듬 체조인이다. 1984년 하계 올림픽 리듬 체조 개인종합 부문에서 동메달을 획득했으며 남편 술레만 사네의 성을 따라 레기나 베버사네(독일어: Regina Weber-Sané)로도 불린다.

## 경력
베버는 1963년 서독 니더작센주 하르부르크구에 위치한 마을 빈젠에서 태어났다. 어렸을 때부터 리듬 체조를 했으며 MTV 트로이분트 뤼네부르크 소속으로 선수 생활을 시작했다. 이후 소속팀을 바텐샤이트를 연고로 하는 TV 바텐샤이트로 옮겼다.
베버는 1978년 서독 선수권 대회에서 우승을 차지했고 서독 리듬 체조 국가대표로 발탁되었다. 같은 해 10월 스페인 마드리드에서 열린 1978년 유럽 선수권 대회를 통해 국제 대회에 처음 출전했으며 이 대회에서 개인종합 14위에 올랐다. 1979년 7월 영국 런던에서 열린 1979년 세계 선수권 대회에 참가하여 처음으로 세계 선수권 대회에 출전했다. 베버는 이 대회에서 개인종합에서 10위, 볼 종목에서 8위를 했다. 이듬해인 1980년 10월 네덜란드 암스테르담에서 열린 1980년 유럽 선수권 대회에서 개인종합 6위에 올랐다.
1981년 10월 자국 서독 뮌헨에서 열린 1981년 세계 선수권 대회에 참가하여 개인종합 10위에 올랐고 1982년 10월 노르웨이 스타방에르에서 열린 1982년 유럽 선수권 대회에서는 체코슬로바키아의 이베타 하블리치코바와 함께 개인종합 공동 9위에 올랐다. 1983년 11월 프랑스 스트라스부르에서 열린 1983년 세계 선수권 대회에서는 체코슬로바키아의 리부세 모이지쇼바와 함께 개인종합 공동 8위에 올랐다.
베버는 1984년 8월 미국 로스앤젤레스에서 열린 1984년 하계 올림픽에 참가했다. 이 대회는 리듬 체조가 올림픽 공식 종목으로 채택된 첫 대회이며 당시 올림픽 보이콧으로 인해 소련 및 불가리아 등 동구권 선수들이 불참하는 일이 있었다. 그녀는 전체 7위로 예선을 통과했으며 결선에서 총점 57.700점을 획득하면서 캐나다의 로리 펑과 루마니아의 도이나 스터이쿨레스쿠의 뒤를 이어 동메달을 획득했다. 같은 해 9월에는 이탈리아 피렌체에서 열린 1984년 유럽 선수권 대회에 참가했고 로스앤젤레스 올림픽과는 달리 소련 및 불가리아 선수들이 참가하면서 개인종합 11위를 기록했다.
이후 1985년에는 세계 선수권 대회를 비롯한 국제 대회에 불참했으나 서독 선수권 대회에는 계속 참가했고 1986년 서독 선수권 대회에서 5관왕에 오르면서 개인 통산 서독 선수권 획득 메달 32개를 달성했다. 같은 해 9월 이탈리아 피렌체에서 열린 1986년 유럽 선수권 대회에 참가하면서 국제 대회에 복귀했다. 베버는 개인종합 7위에 올랐으며 당시 그녀보다 높은 순위를 기록한 6명의 선수들은 모두 소련과 불가리아 국가대표 선수였다. 1987년 9월 불가리아 바르나에서 열린 1987년 세계 선수권 대회에 참가해 개인종합 12위에 오른 베버는 세계 선수권 대회 이후 그 해 말 은퇴를 선언했다.

## 개인사
베버는 바텐샤이트에 거주 중이며 선수 은퇴 후 패션 디자인 업계에 종사했다. 그녀는 세네갈 출신 축구 선수였던 술레만 사네와 결혼했고 이들 사이에는 킴 자네(독일어: Kim Sané), 리로이 자네, 지디 자네 세 아들들이 있다. 세 아들들 모두 축구 선수로 활동하고 있으며 SG 바텐샤이트 09, FC 샬케 04 유소년 팀을 거쳐 프로 무대에 진출했다. 
장남인 킴은 축구 선수 외에 저먼 풋볼 리그의 뒤셀도르프 팬서 소속 미식축구 선수로도 활동했고 2024년 2월 기준으로 소속팀이 없다. 차남인 리로이는 2024년 2월 기준으로 FC 바이에른 뮌헨과 독일 축구 대표팀에서, 막내 아들 지디는 아인트라흐트 브라운슈바이크에서 활동하고 있다.